# 高橋紀子
高橋 紀子（、1946年〈昭和21年〉9月19日 - ）は、日本の元女優。本名は同じ。
山梨県甲府市出身。山梨英和高等学校中退。

## 人物
1964年、東宝へ入社。東宝ニュータレントを経て、映画『ひばり・チエミ・いづみ 三人よれば』でデビュー。
大きな眼がチャームポイントとされる。着実な歩みで1969年度制作者協会新人賞を受賞。
1970年に俳優の寺田農と結婚し、芸能界から引退。寺田とは2006年に離婚している。
趣味は、ボウリング、ジャズ鑑賞。

## 出演作品

### 映画
すべて東宝配給
- ひばり・チエミ・いづみ 三人よれば（1964年5月15日） - 美容師のインターン
- クレージー映画
  - 日本一のホラ吹き男（1964年6月11日） - 飲み屋の娘
  - 花のお江戸の無責任（1964年12月30日） - てる
  - 無責任清水港（1966年1月3日） - お美代
- 狸シリーズ
  - 天才詐欺師物語 狸の花道（1964年8月1日） - 小池美代
  - 狸の王様（1966年4月16日） - 鬼塚の娘
  - 狸の休日（1966年10月22日）
- フランケンシュタイン対地底怪獣（1965年8月8日） - ロッジの女性客[出典 3]
- クレージー作戦シリーズ
  - クレージーだよ奇想天外（1966年5月28日） - 芸者小花
  - クレージーだよ天下無敵（1967年1月14日） - 松野みどり
  - クレージーの大爆発（1969年4月27日） - 坂内澄江
- てなもんや東海道（1966年8月14日） - 女中お春
- 石中先生行状記（1966年12月7日） - 榎本梨加
- 坊ちゃん社員 青春は俺のものだ!（1967年4月1日）
- 坊ちゃん社員 青春でつっ走れ!（1967年5月20日）
- 爆笑野郎 大事件（1967年10月18日）
- 春らんまん（1968年1月14日） - 蓮子
- 若大将シリーズ
  - フレッシュマン若大将（1969年1月1日） - 山田淳子
  - ブラボー!若大将（1970年1月1日） - 浜野百合子
- 恋にめざめる頃（1969年3月29日） - 弓子
- ブラック・コメディ ああ!馬鹿（1969年6月14日） - 二宮テル子
- コント55号 俺は忍者の孫の孫（1969年10月10日） - ツナ子
- 大日本スリ集団（1969年11月22日） - 紙江
- コント55号 宇宙大冒険（1969年12月20日） - 小菊[1][2]
- 白昼の襲撃（1970年2月28日） - ユリ子
- 栄光への反逆（1970年4月4日） - マキ
- 喜劇 頑張れ!日本男児（1970年5月23日） - マキ
- 野獣都市（1970年5月23日） - 美津子
- 喜劇 負けてたまるか!（1970年6月13日）

### テレビドラマ
- 海抜0米（1965年）
- 青春とはなんだ（1965年 - 1966年、NTV） 第15話「みんな恋人」・第16話「愛情の輪」・第19話「ハッピーバースデイ」
- 新・三等重役（1966年、NTV）
- ウルトラQ 第23話「南海の怒り」（1966年6月5日、TBS） - アニタ[1][6]
- いまに陽が昇る（1967年、NET）
- いつでも君は（1967年 - 1968年、12ch） - 主演・南くり子[7]
- 37階の男（1968年、NTV） - 天野未知子
- 五人の野武士 第20話「夕姫をめぐる男たち」（1969年、NTV） - あかね
- ポーラ名作劇場 / サヨナラ三角（1969年、NET）

### CM
- 第四銀行

## 代役
出演予定だった作品が高橋の事情によって別の人物が演じた作品は以下の通り。
- 水野久美 - 『ゴジラ・エビラ・モスラ 南海の大決闘』（1966年）：ダヨ役 ※急性虫垂炎で入院したため[出典 4]。
- 高橋厚子 - 『ゲゾラ・ガニメ・カメーバ 決戦!南海の大怪獣』（1970年）：星野アヤ子 役 ※結婚のため[4][8]。